# Solidariedade Europeia
O Solidariedade Europeia (em ucraniano:  Європейська солідарність) é um partido político ucraniano registado em 5 de maio de 2000. O partido é uma dissidência do Partido Social-Democrata da Ucrânia (unido). O partido esteve sempre ligado a Petro Poroshenko. Até 2014, era chamado de "Solidariedade". Entre 2014 a 2019, foi renomeado primeiramente para "Bloco Petro Poroshenko", e posteriormente para "Bloco Petro Poroshenko - Solidariedade". Em 2019, se renomeou oficialmente para "Solidaredade Europeia", com o propósito de disputar as eleições parlamentares daquele ano.

## História
O partido começou como uma facção parlamentar criado por Petro Poroshenko, deputado do Partido Social-Democrata da Ucrânia (unido). O acadêmico Taras Kuzio alega que o partido foi criado com o apoio do então presidente Leonid Kuchma, que pretenderia limitar a influência do Partido Social-Democrata da Ucrânia (unido). Muitos deputados eleitos em 1998 pelo Partido Camponês da Ucrânia juntaram-se ao partido, liderado por Poroshenko. Poroshenko foi também instrumental na criação do Partido das Regiões em 2001, embora o Solidariedade não se tenha fundido com este.
Nas eleições parlamentares de 2002, o partido fez parte do bloco "Nossa Ucrânia" de Viktor Yushchenko. Em 2004, abandonou o "Nossa Ucrânia", passando a estar representado por 23 deputados no parlamento (a criação de novos grupos parlamentares por partidos que não haviam sido directamente eleitos para o parlamento não era raro na Ucrânia dessa altura).
Desde 2002, o partido não participou em nenhumas eleições. A 17 de junho de 2013 o deputado Yuriy Stets, até então do partido "Pátria", tornou-se líder do Solidariedade.

## Resultados eleitorais

### Eleições presidenciais
| Data | Candidato apoiado | 1ª Volta  | 1ª Volta   | 2ª Volta  | 2ª Volta |
| Data | Candidato apoiado | Votos     | %          | Votos     | %        |
| ---- | ----------------- | --------- | ---------- | --------- | -------- |
| 2014 | Petro Poroshenko  | 9 857 308 | 54,7 (1.º) |           |          |
| 2019 | Petro Poroshenko  | 3 014 609 | 15,9 (2.º) | 4 522 320 | 24,4     |

### Eleições parlamentares
| Data | Votos     | %          | Deputados | Status   |
| ---- | --------- | ---------- | --------- | -------- |
| 2014 | 3 437 521 | 21,8 (2.º) | 132 / 450 | Governo  |
| 2019 | 1 184 620 | 8.10 (4.º) | 25 / 450  | Oposição |